# Marie von Hombergk zu Vach
Marie Catharine von Hombergk zu Vach (* 22. März 1828 in Frankfurt am Main; † 27. September 1901 in Darmstadt) war eine deutsche Frauenrechtlerin.

## Leben
Marie Bercht war das einzig überlebende Kind des Publizisten August Bercht aus Niederwerbig und der Pädagogin Caroline Christiane Hergenhahn (1790–1857) aus Usingen. Ihre Mutter leitete von 1824 bis 1844 eine Privatschule für Mädchen im Weißen Hirsch am Großen Hirschgraben in Frankfurt am Main. Der nassauische Generalleutnant Karl Friedrich Hergenhahn (1793–1868) und der liberale Politiker August Hergenhahn waren Brüder ihrer Mutter.
Marie Catharine Bercht heiratete am 13. Oktober 1853 in Koblenz den Großherzoglich Hessischen Hofgerichtsrat Adolf Georg Friedrich Christian von Hombergk zu Vach (* 29. Juni 1821 in Darmstadt; † 22. Oktober 1864 in Gießen), Sohn von Hofgerichtsdirektor Friedrich Christian Gustav von Hombergk zu Vach und Johannette Sophie Lehr (1801–1824). Friedrich von Hombergk zu Vach war ein Neffe ihres Mannes.
Zusammen mit Luise Büchner war Marie von Hombergk zu Vach aktiv im Alice-Verein für Frauenbildung und -erwerb in Darmstadt. Zeitweise amtierte sie als Präsidentin (Vorsitzende) des Vereins. Sie war auch aktiv im Vorstand des Alice Frauenvereins für Waisenpflege. 1876 nahmen Luise Büchner, Marie von Hombergk und Minna Strecker (1828–1899) als Delegierte aus Darmstadt an der Generalversammlung des Verbands Deutscher Frauenbildungs- und Erwerbsvereine in Hamburg teil. Auch an den Verbandstagungen des Allgemeinen deutschen Frauenvereins 1878 in Wiesbaden und im Oktober 1879 in Heidelberg nahm Marie von Hombergk in der Nachfolge der verstorbenen Luise Büchner als Delegierte teil. Marie von Hombergk war literarisch tätig als Autorin von Novellen.
Für die Unterstützung des Alice-Vereins bei der Ausbildung von Pflegerinnen im Lazarettdienst des Deutsch-Französischen Kriegs 1870/71 und für ihr engagiertes Eintreten für Frauenbildung und Frauenerwerbsarbeit wurde Marie von Hombergk mehrfach ausgezeichnet.

## Ehrungen
Marie von Hombergk zu Vach wurde 1871 Trägerin des Militär-Sanitätskreuzes, 1872 des Verdienstkreuzes für Frauen und Jungfrauen, 1884 der Alice-Medaille und seit 1896 Trägerin des Ritterkreuzes I. Klasse des Großherzoglich Hessischen Ludewigs-Ordens.